# Наумівська сільська рада
Нау́мівська сільська́ ра́да — адміністративно-територіальна одиниця та орган місцевого самоврядування в Корюківському районі Чернігівської області. Адміністративний центр — село Наумівка.

## Загальні відомості
Наумівська сільська рада утворена у 1918 році.
- Територія ради: 114,611 км²
- Населення ради: 1 733 особи (станом на 2001 рік)

## Населені пункти
Сільській раді підпорядковані населені пункти:
- с. Наумівка
- с. Андроники
- с.  Високе
- с. Переділ
- с. Спичувате
- с. Турівка

## Склад ради
Рада складається з 16 депутатів та голови.
- Голова ради: Симончук Світлана Валентинівна
- Секретар ради: Василець Ніна Вікторівна

### Керівний склад попередніх скликань
| Прізвище, ім'я, по батькові    | Основні відомості                                                                                  | Дата обрання | Дата звільнення |
| ------------------------------ | -------------------------------------------------------------------------------------------------- | ------------ | --------------- |
| Симончук Світлана Валентинівна | Сільський голова, 1966 року народження, освіта вища, член Всеукраїнського об'єднання «Батьківщина» | 26.03.2006   | 31.10.2010      |
| Симончук Світлана Валентинівна | Сільський голова, 1966 року народження, освіта вища, член Всеукраїнського об'єднання «Батьківщина» | 31.10.2010   |                 |

Примітка: таблиця складена за даними сайту Верховної Ради України

### Депутати
За результатами місцевих виборів 2010 року депутатами ради стали:

#### За суб'єктами висування
| Суб'єкт висування | Кількість обраних депутатів | %    |
| ----------------- | --------------------------- | ---- |
| Партія регіонів   | 12                          | 75   |
| Самовисування     | 3                           | 18,8 |
| Народна партія    | 1                           | 6,3  |

#### За округами
| № округу        | Прізвище, ім'я, по батькові   | Дата визнання обраним | Освіта             | Партійна приналежність                        | Відомості про обраного депутата                |
| --------------- | ----------------------------- | --------------------- | ------------------ | --------------------------------------------- | ---------------------------------------------- |
| Народна Партія  |                               |                       |                    |                                               |                                                |
| 12              | Кмін Володимир Дмитрович      | 02.11.2010            | середня спеціальна | член Народної партії                          | Корюківський держлісгосп, лісничий             |
| Партія регіонів |                               |                       |                    |                                               |                                                |
| 1               | Тебенко Наталія Володимирівна | 02.11.2010            | середня            | член Партії регіонів                          |                                                |
| 2               | Летута Володимир Миколайович  | 02.11.2010            | середня спеціальна | член Партії регіонів                          | НБНТІД, директор                               |
| 3               | Василець Ніна Вікторівна      | 02.11.2010            | вища               | позапартійна                                  | Наумівська сільська рада, секретар             |
| 5               | Ручка Ольга Іванівна          | 02.11.2010            | середня спеціальна | член Партії регіонів                          | ПСП «Злагода», головний зоотехнік              |
| 6               | Греченок Віктор Дмитрович     | 02.11.2010            | середня спеціальна | член Партії регіонів                          | ПСП «Злагода», бригадир будівельної бригади    |
| 7               | Лазебний Микола Олександрович | 02.11.2010            | середня спеціальна | позапартійний                                 | ПСП «Злагода», комірник                        |
| 8               | Смальоха Людмила Олексіївна   | 02.11.2010            | вища               | член Партії регіонів                          | ПСП «Злагода», головний бухгалтер              |
| 10              | Коробко Віталій Васильович    | 02.11.2010            | середня спеціальна | член Партії регіонів                          | Корюківка УГГ, майстер                         |
| 13              | Чалик Оксана Василівна        | 02.11.2010            | середня спеціальна | член Партії регіонів                          | Наумівська сільська рада, головний бухгалтер   |
| 14              | Таран Алла Федорівна          | 02.11.2010            | середня спеціальна | член Партії регіонів                          | Наумівська сільська рада, соціальний працівник |
| 15              | Метла Михайло Іванович        | 02.11.2010            | вища               | позапартійний                                 | ПСП «Злагода», агроном                         |
| 16              | Гурбик Анатолій Дмитрович     | 02.11.2010            | вища               | член Партії регіонів                          | ПСП «Злагода», пасічник                        |
| Самовисування   |                               |                       |                    |                                               |                                                |
| 4               | Метла Тетяна Віталіївна       | 02.11.2010            | середня спеціальна | член Всеукраїнського об'єднання «Батьківщина» | ПСП «Злагода», робітниця                       |
| 9               | Рябець Наталія Сергіївна      | 02.11.2010            | середня спеціальна | позапартійна                                  | Наумівська філія ощадбанку, контролер касир    |
| 11              | Корінь Людмила Іванівна       | 02.11.2010            | середня спеціальна | позапартійна                                  | Наумівський дитсадок, помічник вихователя      |